# Diaea tenuis
Diaea tenuis là một loài nhện trong họ Thomisidae.
Loài này thuộc chi Diaea. Diaea tenuis được Ludwig Carl Christian Koch miêu tả năm 1875.